# سرگذشت نارنیا: شیر، کمد و جادوگر
سرگذشت نارنیا: شیر، جادوگر و جالباسی (انگلیسی: The Chronicles of Narnia: The Lion, the Witch and the Wardrobe) عنوان فیلمی فانتزی برگرفته از رمانی شیر، کمد و جادوگر نوشته سی اس لوئیس است که توسط اندرو آدامسون کارگردانی و توسط کمپانی والت دیزنی تولید و در سال ۲۰۰۵ اکران گردید. این فیلم نخستین قسمت از سه‌گانه سرگذشت نارنیا محسوب می‌شود. در این فیلم ویلیام مسلی در نقش پیتر پونسی، آنا پاپپلول در نقش سوزان پونسی، اسکندر کینس در نقش ادموند پونسی و جورجیا هنلی در نقش لوسی پونسی نقش‌آفرینی می‌کنند.
سرگذشت نارنیا:شیر، جادوگر و جالباسی در ۹ دسامبر ۲۰۰۵ در اروپا و آمریکای شمالی با استقبال منتقدان اکران شد و در گیشه بسیار موفق بود و بیش از ۷۴۵ میلیون دلار فروش جهانی داشت و به سومین فیلم موفق سال ۲۰۰۵ تبدیل شد. این فیلم در هفتاد و هشتمین دوره جوایز اسکار در سه رشته بهترین چهره‌پردازی و آرایش مو، بهترین صداگذاری و بهترین جلوه‌های تصویری نامزد شد که موفق به دریافت جایزه بهترین چهره‌پردازی شد.
دنباله این فیلم با عنوان سرگذشت نارنیا: شاهزاده کاسپین در سال ۲۰۰۸ اکران شد.

## خلاصه داستان
در طول جنگ جهانی دوم چهار بچه به نام‌های پیتر، سوزان، ادموند و لوسی از طریق کمدی به سرزمین نارنیا که تحت سلطه جادوگر سفید است وارد می‌شوند، این سرزمین به خاطر طلسم جادوگر همیشه زمستان است و جادوگر مانع ورود کریسمس به آن‌جا شده‌است. منجی بزرگ، اصلان،  برای نجات نارنیا و ساکنانش به کمک بچه‌ها می‌آید.

## بازیگران
- ویلیام مسلی در نقش پیتر پونسی، فرزند اول در بین چهار بچه پونسی.
  - نوح هانتلی در نقش بزرگسالی پیتر، زمانی که در نارنیا پادشاه بود.
- آنا پاپپلول در نقش سوزان پونسی، فرزند دوم در بین چهار بچه پونسی.
  - سوفی وینکلمن در نقش بزرگسالی سوزان، زمانی که در نارنیا ملکه بود.
- اسکندر کینس در نقش ادموند پونسی، فرزند سوم در بین چهار بچه پونسی.
  - مارک ولز در نقش بزرگسالی ادموند، زمانی که در نارنیا پادشاه بود.
- جورجی هنلی در نقش لوسی پونسی، فرزند چهارم در بین چهار بچه پونسی.
  - ریچل هنلی در نقش بزرگسالی لوسی، زمانی که در نارنیا ملکه بود.
- لیام نیسون صدای اصلان، شیر بزرگی که محافظ نارنیا است.
- تیلدا سوینتن در نقش جیدیس، جادوگر سفید، جادوگری که نارنیا را در زمستان ابدی نگه‌ داشته‌است و مانع ورود بهار، تابستان و کریسمس به نارنیا می‌شود.
- جیمز مک اوی در نقش آقای تامنس، فائونی که در ابتدا برای جادوگر سفید کار می‌کند اما بعداً با لوسی دوست می‌شود و به نیروهای اصلان می‌پیوندد.
- رِی وینستون صدای آقای بیور، سگ آبی که بچه‌ها را به سمت اصلان هدایت می‌کند.
- داون فرنچ صدای خانم بیور: سگ آبی که بچه‌ها را به سمت اصلان هدایت می‌کند.
- کیران شاه در نقش گیناربریک، کوتوله‌ای که برای جادوگر سفید کار می‌کند.
- جیم برودبنت در نقش پروفسور دیگوری کریک، کسی که بچه‌ها اجازه می‌دهد در طول جنگ جهانی در خانه‌اش بمانند.
- الیزابت هاوتورن در نقش خانم مک‌ردی، خدمت‌کار خانه پروفسور کریک
- جیمز کازمو در نقش پدر کریسمس، او به پیتر، سوزان و لوسی هدایای کریسمس را می‌دهد.
- مایکل مدسن در نقش ماگریم، گرگ خاکستری که کاپیتان پلیس مخفی جادوگر سفید است.
- پاتریک کاک در نقش اوریوس، یک سانتور که فرمانده دوم ارتش اصلان است.
- جودی مکینتاش در نقش هلن پونسی، مادر چهار فرزند مونسی.

## کارگردان
گیرمو دل تورو به علت ساخت فیلم هزارتوی پن پیشنهاد کارگردانی این فیلم را رد کرد و پیشنهاد کارگردانی به اندرو آدامسون داده‌شد که پیش از ساخت این فیلم، کارگردانی شرک و شرک ۲ را در کارنامه داشت. او قسمت دوم نارنیا را نیز تحت عنوان سرگذشت نارنیا: شاهزاده کاسپین کارگردانی کرد ولی از ساخت قسمت سوم این سری یعنی سرگذشت نارنیا: سفر کشتی سپیده پیما خودداری کرد.

## جوایز
- برنده جایزه اسکار بهترین چهره‌پردازی و آرایش مو
- کاندیدای جایزه اسکار بهترین صداگذاری
- کاندیدای جایزه اسکار بهترین جلوه‌های تصویری
- برنده جایزه بفتای بهترین چهره‌پردازی و آرایش مو
- کاندیدای جایزه بفتای بهترین جلوه‌های تصویری
- کاندیدای جایزه بفتای بهترین طراحی لباس
- کاندیدای جایزه گلدن گلوب بهترین موسیقی
- کاندیدای جایزه گرمی بهترین آلبوم موسیقی متن برای یک فیلم سینمایی، تلویزیون یا سایر رسانه‌های تصویری